# Embalse El Yeso
El embalse El Yeso es una reserva artificial de agua acumulada mediante una represa ubicado en la cordillera de los Andes.

## Ubicación, propiedad y función
El embalse se encuentra en el lugar denominado Boca del Valle, situado a 23 km aguas arriba de la junta del río Yeso con el río Maipo,  a una altitud de 3000 msnm, en la comuna de San José de Maipo, Provincia de Cordillera, Región Metropolitana de Santiago. Fue construido para dar seguridad al abastecimiento de agua potable y riego de la zona.

## Represa
La represa es una presa de tierra, con núcleo de arcilla inclinado con un largo de 350 m, una altura de 62 m, 6 m de ancho en su coronamiento y un volumen de muro de 1 560 000 m³. El talud del que da a las aguas está protegido por una capa de enrocado de espesor variable de entre 0,40 y 1,0 m, y aguas abajo con enrocado de un metro de espesor. La capacidad de almacenamiento de este embalse es de 250 millones de metros cúbicos.

## Hidrología
La cuenca del embalse tiene una elevación media de 4000 msnm y un área de 360 km², a lo que se le atribuye una hidrología nival por su gran altura. Su caudal medio anual de entrada al embalse es de 10 m³/s y sus mayores magnitudes ocurren entre diciembre y enero. Su capacidad de almacenamiento asciende a 250 hm³.

## Situación hídrica en 2018-19
| Volumen almacenado Embalse El Yeso                               |                                                                  |
| ---------------------------------------------------------------- | ---------------------------------------------------------------- |
| Gráfico no disponible temporalmente debido a problemas técnicos. |                                                                  |
| Volumen promedio histórico Contenido 2018-19                     |                                                                  |
|                                                                  | Gráfico no disponible temporalmente debido a problemas técnicos. |

La información de la Dirección General de Aguas sobre el volumen almacenado por el embalse durante los últimos 12 meses muestra un déficit con respecto al promedio histórico almacenado de 172 hm³.

## Lago y alrededores
Para acceder al lago, se debe utilizar el camino desde Puente Alto a la ciudad de San José de Maipo. Al adentrarse, se llega a la localidad de San Gabriel en el kilómetro 47 de la vía. Algunos kilómetros hacia el interior está la localidad de El Romeral, a 75 kilómetros del centro de Santiago, donde existe una bifurcación para ir hacia el embalse o hacia el sector del Monumento Natural El Morado. Por más de veinte kilómetros, el camino pasa junto al cañón formado por el río Yeso hasta llegar a un control.
Desde diciembre de 2018, la nueva normativa de tránsito para ir el Embalse el Yeso, permite el acceso hacia el embalse desde las 06:00 a. m. a 14:00 horas, mientras que los retornos solo podrán darse desde las 15:00 horas a 21:00 horas. Durante el lapso entre abril y agosto sólo podrán transitar en la ruta vehículos autorizados.
Está prohibido practicar cualquier tipo de deporte acuático a excepción de la pesca. Durante todo el año es apto para acampada, senderismo y ciclismo de montaña. 
Está permitido pescar con carnada, señuelos de tres puntas y con mosca. La pesca se puede realizar solo en temporada de pesca. (generalmente entre noviembre y primer domingo de mayo)
Cerca está la Laguna Negra y más al interior, está el acceso a Parque Valle del Yeso y en su interior, las Termas del Plomo, Laguna Los Patos y otros.